# Danfoss

Danfoss logotyp.

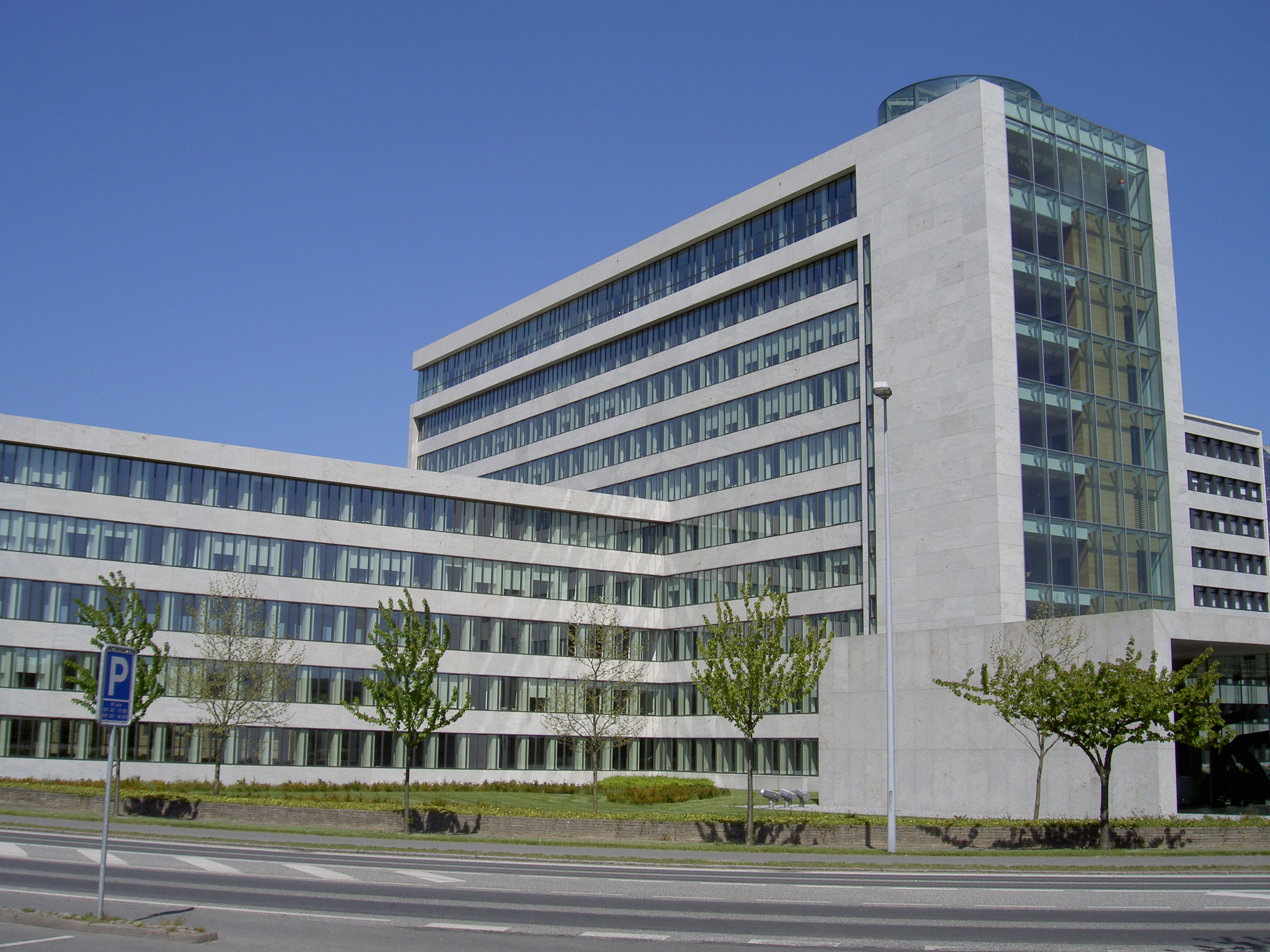
Danfoss huvudkontor i Nordborg.

Danfoss är ett företag inom värme- och kylteknik med huvudkontor i Nordborg på ön Als i Danmark. Danfoss har verksamhet på 56 orter i 23 länder och har 42 000 anställda. Företagets omsättning var 2022 10,3 miljarder euro.

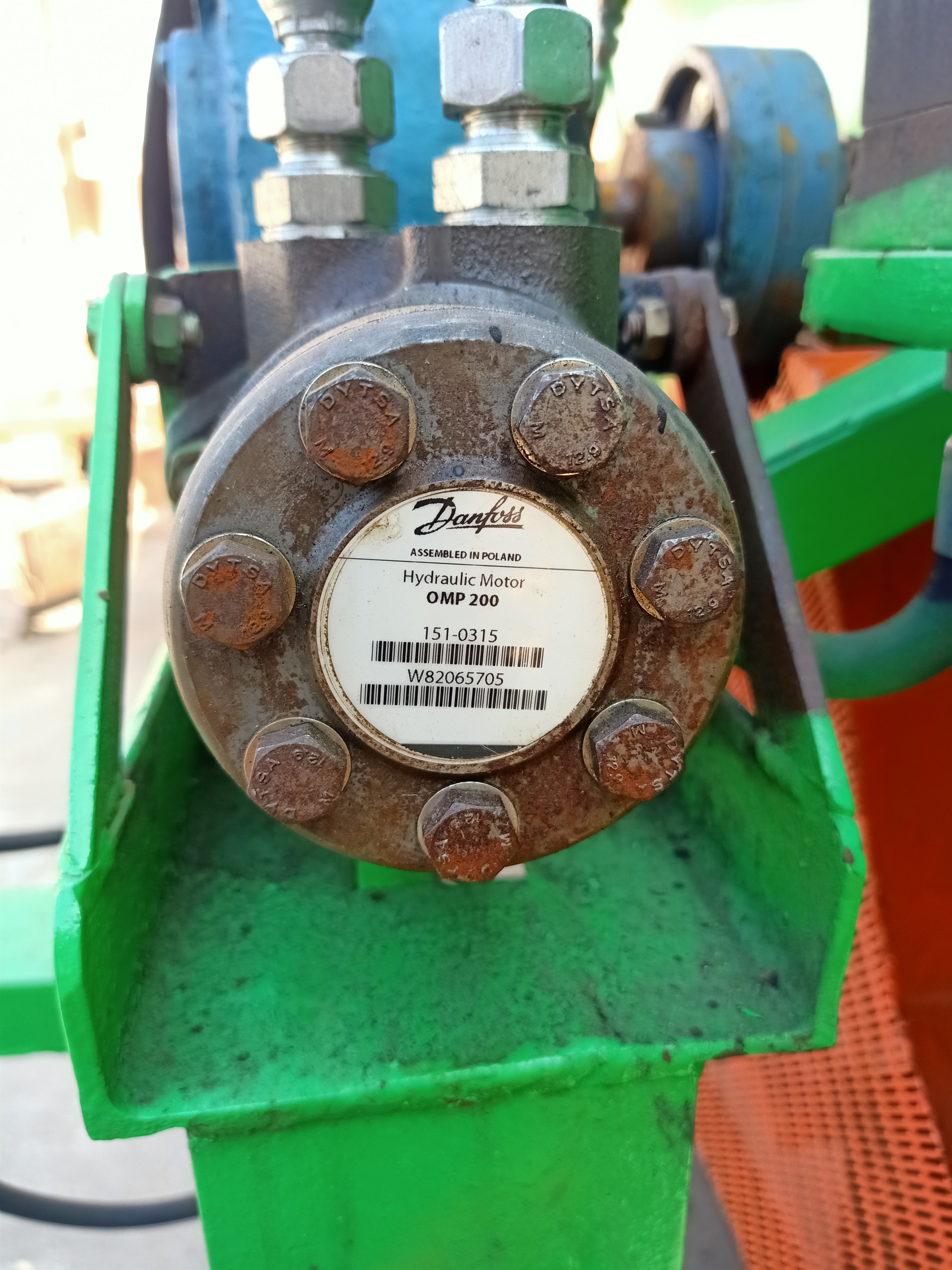
Hydraulic Motor side view

Danfoss grundades 1933 av Mads Clausen som Dansk Køleautomatik- og Apparat-Fabrik, nuvarande namn från 1946. Danfoss mest kända produkt uppfann Clausen under 1950-talet, en termostatisk elementventil. Danfoss kontrolleras fortfarande av familjen Clausen. Stiftelsen Bitten og Mads Clausens Fond, instiftad 1971, äger majoriteten av de röstberättigade aktierna.